# Федерлайн, Кевин
Ке́вин Эрл Фе́дерлайн (англ. Kevin Earl Federline; род. 21 марта 1978) — американский танцор, рэпер и модель, бывший супруг Бритни Спирс. В прессе широко обсуждались их развод и судебная тяжба за право опеки над двумя сыновьями, Шоном Престоном и Джейденом Джеймсом.

## Личная жизнь
В 1999—2004 годах состоял в фактическом браке с певицей Шар Джексон. У бывшей пары есть дочь и сын: Кори Мэдисон Федерлайн (род. 31.07.2002) и Кейлеб Майкл Джексон Федерлайн (род. 20.07.2004).
С 6 октября 2004 по 30 июля 2007 года был женат на певице Бритни Спирс. У бывших супругов есть сыновья: Шон Престон Спирс-Федерлайн (род. 14.09.2005) и Джейден Джеймс Спирс-Федерлайн (род. 12.09.2006).
С 10 августа 2013 года женат на бывшей волейболистке Виктории Принс, с которой у него родились две дочери: Джордан Кей Федерлайн (род. 15.08.2011) и Пейтон Мари Федерлайн (род. 06.04.2014).